# 1828
Portal Geschichte | Portal Biografien | Aktuelle Ereignisse | Jahreskalender | Tagesartikel

◄ |
18. Jahrhundert |
19. Jahrhundert
| 20. Jahrhundert | ►

◄ |
1790er |
1800er |
1810er |
1820er
| 1830er | 1840er | 1850er | ►

◄◄ |
◄ |
1824 |
1825 |
1826 |
1827 |
1828
| 1829 | 1830 | 1831 | 1832 | ► | ►►
Staatsoberhäupter · Wahlen · Nekrolog   · Musikjahr
| Januar | Januar | Januar | Januar | Januar | Januar | Januar | Januar |
| Kw     | Mo     | Di     | Mi     | Do     | Fr     | Sa     | So     |
| ------ | ------ | ------ | ------ | ------ | ------ | ------ | ------ |
| 1      |        | 1      | 2      | 3      | 4      | 5      | 6      |
| 2      | 7      | 8      | 9      | 10     | 11     | 12     | 13     |
| 3      | 14     | 15     | 16     | 17     | 18     | 19     | 20     |
| 4      | 21     | 22     | 23     | 24     | 25     | 26     | 27     |
| 5      | 28     | 29     | 30     | 31     |        |        |        |

| Februar | Februar | Februar | Februar | Februar | Februar | Februar | Februar |
| Kw      | Mo      | Di      | Mi      | Do      | Fr      | Sa      | So      |
| ------- | ------- | ------- | ------- | ------- | ------- | ------- | ------- |
| 5       |         |         |         |         | 1       | 2       | 3       |
| 6       | 4       | 5       | 6       | 7       | 8       | 9       | 10      |
| 7       | 11      | 12      | 13      | 14      | 15      | 16      | 17      |
| 8       | 18      | 19      | 20      | 21      | 22      | 23      | 24      |
| 9       | 25      | 26      | 27      | 28      | 29      |         |         |

| März | März | März | März | März | März | März | März |
| Kw   | Mo   | Di   | Mi   | Do   | Fr   | Sa   | So   |
| ---- | ---- | ---- | ---- | ---- | ---- | ---- | ---- |
| 9    |      |      |      |      |      | 1    | 2    |
| 10   | 3    | 4    | 5    | 6    | 7    | 8    | 9    |
| 11   | 10   | 11   | 12   | 13   | 14   | 15   | 16   |
| 12   | 17   | 18   | 19   | 20   | 21   | 22   | 23   |
| 13   | 24   | 25   | 26   | 27   | 28   | 29   | 30   |
| 14   | 31   |      |      |      |      |      |      |

| April | April | April | April | April | April | April | April |
| Kw    | Mo    | Di    | Mi    | Do    | Fr    | Sa    | So    |
| ----- | ----- | ----- | ----- | ----- | ----- | ----- | ----- |
| 14    |       | 1     | 2     | 3     | 4     | 5     | 6     |
| 15    | 7     | 8     | 9     | 10    | 11    | 12    | 13    |
| 16    | 14    | 15    | 16    | 17    | 18    | 19    | 20    |
| 17    | 21    | 22    | 23    | 24    | 25    | 26    | 27    |
| 18    | 28    | 29    | 30    |       |       |       |       |

| Mai | Mai | Mai | Mai | Mai | Mai | Mai | Mai |
| Kw  | Mo  | Di  | Mi  | Do  | Fr  | Sa  | So  |
| --- | --- | --- | --- | --- | --- | --- | --- |
| 18  |     |     |     | 1   | 2   | 3   | 4   |
| 19  | 5   | 6   | 7   | 8   | 9   | 10  | 11  |
| 20  | 12  | 13  | 14  | 15  | 16  | 17  | 18  |
| 21  | 19  | 20  | 21  | 22  | 23  | 24  | 25  |
| 22  | 26  | 27  | 28  | 29  | 30  | 31  |     |

| Juni | Juni | Juni | Juni | Juni | Juni | Juni | Juni |
| Kw   | Mo   | Di   | Mi   | Do   | Fr   | Sa   | So   |
| ---- | ---- | ---- | ---- | ---- | ---- | ---- | ---- |
| 22   |      |      |      |      |      |      | 1    |
| 23   | 2    | 3    | 4    | 5    | 6    | 7    | 8    |
| 24   | 9    | 10   | 11   | 12   | 13   | 14   | 15   |
| 25   | 16   | 17   | 18   | 19   | 20   | 21   | 22   |
| 26   | 23   | 24   | 25   | 26   | 27   | 28   | 29   |
| 27   | 30   |      |      |      |      |      |      |

| Juli | Juli | Juli | Juli | Juli | Juli | Juli | Juli |
| Kw   | Mo   | Di   | Mi   | Do   | Fr   | Sa   | So   |
| ---- | ---- | ---- | ---- | ---- | ---- | ---- | ---- |
| 27   |      | 1    | 2    | 3    | 4    | 5    | 6    |
| 28   | 7    | 8    | 9    | 10   | 11   | 12   | 13   |
| 29   | 14   | 15   | 16   | 17   | 18   | 19   | 20   |
| 30   | 21   | 22   | 23   | 24   | 25   | 26   | 27   |
| 31   | 28   | 29   | 30   | 31   |      |      |      |

| August | August | August | August | August | August | August | August |
| Kw     | Mo     | Di     | Mi     | Do     | Fr     | Sa     | So     |
| ------ | ------ | ------ | ------ | ------ | ------ | ------ | ------ |
| 31     |        |        |        |        | 1      | 2      | 3      |
| 32     | 4      | 5      | 6      | 7      | 8      | 9      | 10     |
| 33     | 11     | 12     | 13     | 14     | 15     | 16     | 17     |
| 34     | 18     | 19     | 20     | 21     | 22     | 23     | 24     |
| 35     | 25     | 26     | 27     | 28     | 29     | 30     | 31     |

| September | September | September | September | September | September | September | September |
| Kw        | Mo        | Di        | Mi        | Do        | Fr        | Sa        | So        |
| --------- | --------- | --------- | --------- | --------- | --------- | --------- | --------- |
| 36        | 1         | 2         | 3         | 4         | 5         | 6         | 7         |
| 37        | 8         | 9         | 10        | 11        | 12        | 13        | 14        |
| 38        | 15        | 16        | 17        | 18        | 19        | 20        | 21        |
| 39        | 22        | 23        | 24        | 25        | 26        | 27        | 28        |
| 40        | 29        | 30        |           |           |           |           |           |

| Oktober | Oktober | Oktober | Oktober | Oktober | Oktober | Oktober | Oktober |
| Kw      | Mo      | Di      | Mi      | Do      | Fr      | Sa      | So      |
| ------- | ------- | ------- | ------- | ------- | ------- | ------- | ------- |
| 40      |         |         | 1       | 2       | 3       | 4       | 5       |
| 41      | 6       | 7       | 8       | 9       | 10      | 11      | 12      |
| 42      | 13      | 14      | 15      | 16      | 17      | 18      | 19      |
| 43      | 20      | 21      | 22      | 23      | 24      | 25      | 26      |
| 44      | 27      | 28      | 29      | 30      | 31      |         |         |

| November | November | November | November | November | November | November | November |
| Kw       | Mo       | Di       | Mi       | Do       | Fr       | Sa       | So       |
| -------- | -------- | -------- | -------- | -------- | -------- | -------- | -------- |
| 44       |          |          |          |          |          | 1        | 2        |
| 45       | 3        | 4        | 5        | 6        | 7        | 8        | 9        |
| 46       | 10       | 11       | 12       | 13       | 14       | 15       | 16       |
| 47       | 17       | 18       | 19       | 20       | 21       | 22       | 23       |
| 48       | 24       | 25       | 26       | 27       | 28       | 29       | 30       |

| Dezember | Dezember | Dezember | Dezember | Dezember | Dezember | Dezember | Dezember |
| Kw       | Mo       | Di       | Mi       | Do       | Fr       | Sa       | So       |
| -------- | -------- | -------- | -------- | -------- | -------- | -------- | -------- |
| 49       | 1        | 2        | 3        | 4        | 5        | 6        | 7        |
| 50       | 8        | 9        | 10       | 11       | 12       | 13       | 14       |
| 51       | 15       | 16       | 17       | 18       | 19       | 20       | 21       |
| 52       | 22       | 23       | 24       | 25       | 26       | 27       | 28       |
| 1        | 29       | 30       | 31       |          |          |          |          |

| Januar | Januar | Januar | Januar | Januar | Januar | Januar | Januar |
| Kw     | Mo     | Di     | Mi     | Do     | Fr     | Sa     | So     |
| ------ | ------ | ------ | ------ | ------ | ------ | ------ | ------ |
| 1      |        | 1      | 2      | 3      | 4      | 5      | 6      |
| 2      | 7      | 8      | 9      | 10     | 11     | 12     | 13     |
| 3      | 14     | 15     | 16     | 17     | 18     | 19     | 20     |
| 4      | 21     | 22     | 23     | 24     | 25     | 26     | 27     |
| 5      | 28     | 29     | 30     | 31     |        |        |        |

| Februar | Februar | Februar | Februar | Februar | Februar | Februar | Februar |
| Kw      | Mo      | Di      | Mi      | Do      | Fr      | Sa      | So      |
| ------- | ------- | ------- | ------- | ------- | ------- | ------- | ------- |
| 5       |         |         |         |         | 1       | 2       | 3       |
| 6       | 4       | 5       | 6       | 7       | 8       | 9       | 10      |
| 7       | 11      | 12      | 13      | 14      | 15      | 16      | 17      |
| 8       | 18      | 19      | 20      | 21      | 22      | 23      | 24      |
| 9       | 25      | 26      | 27      | 28      | 29      |         |         |

| März | März | März | März | März | März | März | März |
| Kw   | Mo   | Di   | Mi   | Do   | Fr   | Sa   | So   |
| ---- | ---- | ---- | ---- | ---- | ---- | ---- | ---- |
| 9    |      |      |      |      |      | 1    | 2    |
| 10   | 3    | 4    | 5    | 6    | 7    | 8    | 9    |
| 11   | 10   | 11   | 12   | 13   | 14   | 15   | 16   |
| 12   | 17   | 18   | 19   | 20   | 21   | 22   | 23   |
| 13   | 24   | 25   | 26   | 27   | 28   | 29   | 30   |
| 14   | 31   |      |      |      |      |      |      |

| April | April | April | April | April | April | April | April |
| Kw    | Mo    | Di    | Mi    | Do    | Fr    | Sa    | So    |
| ----- | ----- | ----- | ----- | ----- | ----- | ----- | ----- |
| 14    |       | 1     | 2     | 3     | 4     | 5     | 6     |
| 15    | 7     | 8     | 9     | 10    | 11    | 12    | 13    |
| 16    | 14    | 15    | 16    | 17    | 18    | 19    | 20    |
| 17    | 21    | 22    | 23    | 24    | 25    | 26    | 27    |
| 18    | 28    | 29    | 30    |       |       |       |       |

| Mai | Mai | Mai | Mai | Mai | Mai | Mai | Mai |
| Kw  | Mo  | Di  | Mi  | Do  | Fr  | Sa  | So  |
| --- | --- | --- | --- | --- | --- | --- | --- |
| 18  |     |     |     | 1   | 2   | 3   | 4   |
| 19  | 5   | 6   | 7   | 8   | 9   | 10  | 11  |
| 20  | 12  | 13  | 14  | 15  | 16  | 17  | 18  |
| 21  | 19  | 20  | 21  | 22  | 23  | 24  | 25  |
| 22  | 26  | 27  | 28  | 29  | 30  | 31  |     |

| Juni | Juni | Juni | Juni | Juni | Juni | Juni | Juni |
| Kw   | Mo   | Di   | Mi   | Do   | Fr   | Sa   | So   |
| ---- | ---- | ---- | ---- | ---- | ---- | ---- | ---- |
| 22   |      |      |      |      |      |      | 1    |
| 23   | 2    | 3    | 4    | 5    | 6    | 7    | 8    |
| 24   | 9    | 10   | 11   | 12   | 13   | 14   | 15   |
| 25   | 16   | 17   | 18   | 19   | 20   | 21   | 22   |
| 26   | 23   | 24   | 25   | 26   | 27   | 28   | 29   |
| 27   | 30   |      |      |      |      |      |      |

| Juli | Juli | Juli | Juli | Juli | Juli | Juli | Juli |
| Kw   | Mo   | Di   | Mi   | Do   | Fr   | Sa   | So   |
| ---- | ---- | ---- | ---- | ---- | ---- | ---- | ---- |
| 27   |      | 1    | 2    | 3    | 4    | 5    | 6    |
| 28   | 7    | 8    | 9    | 10   | 11   | 12   | 13   |
| 29   | 14   | 15   | 16   | 17   | 18   | 19   | 20   |
| 30   | 21   | 22   | 23   | 24   | 25   | 26   | 27   |
| 31   | 28   | 29   | 30   | 31   |      |      |      |

| August | August | August | August | August | August | August | August |
| Kw     | Mo     | Di     | Mi     | Do     | Fr     | Sa     | So     |
| ------ | ------ | ------ | ------ | ------ | ------ | ------ | ------ |
| 31     |        |        |        |        | 1      | 2      | 3      |
| 32     | 4      | 5      | 6      | 7      | 8      | 9      | 10     |
| 33     | 11     | 12     | 13     | 14     | 15     | 16     | 17     |
| 34     | 18     | 19     | 20     | 21     | 22     | 23     | 24     |
| 35     | 25     | 26     | 27     | 28     | 29     | 30     | 31     |

| September | September | September | September | September | September | September | September |
| Kw        | Mo        | Di        | Mi        | Do        | Fr        | Sa        | So        |
| --------- | --------- | --------- | --------- | --------- | --------- | --------- | --------- |
| 36        | 1         | 2         | 3         | 4         | 5         | 6         | 7         |
| 37        | 8         | 9         | 10        | 11        | 12        | 13        | 14        |
| 38        | 15        | 16        | 17        | 18        | 19        | 20        | 21        |
| 39        | 22        | 23        | 24        | 25        | 26        | 27        | 28        |
| 40        | 29        | 30        |           |           |           |           |           |

| Oktober | Oktober | Oktober | Oktober | Oktober | Oktober | Oktober | Oktober |
| Kw      | Mo      | Di      | Mi      | Do      | Fr      | Sa      | So      |
| ------- | ------- | ------- | ------- | ------- | ------- | ------- | ------- |
| 40      |         |         | 1       | 2       | 3       | 4       | 5       |
| 41      | 6       | 7       | 8       | 9       | 10      | 11      | 12      |
| 42      | 13      | 14      | 15      | 16      | 17      | 18      | 19      |
| 43      | 20      | 21      | 22      | 23      | 24      | 25      | 26      |
| 44      | 27      | 28      | 29      | 30      | 31      |         |         |

| November | November | November | November | November | November | November | November |
| Kw       | Mo       | Di       | Mi       | Do       | Fr       | Sa       | So       |
| -------- | -------- | -------- | -------- | -------- | -------- | -------- | -------- |
| 44       |          |          |          |          |          | 1        | 2        |
| 45       | 3        | 4        | 5        | 6        | 7        | 8        | 9        |
| 46       | 10       | 11       | 12       | 13       | 14       | 15       | 16       |
| 47       | 17       | 18       | 19       | 20       | 21       | 22       | 23       |
| 48       | 24       | 25       | 26       | 27       | 28       | 29       | 30       |

| Dezember | Dezember | Dezember | Dezember | Dezember | Dezember | Dezember | Dezember |
| Kw       | Mo       | Di       | Mi       | Do       | Fr       | Sa       | So       |
| -------- | -------- | -------- | -------- | -------- | -------- | -------- | -------- |
| 49       | 1        | 2        | 3        | 4        | 5        | 6        | 7        |
| 50       | 8        | 9        | 10       | 11       | 12       | 13       | 14       |
| 51       | 15       | 16       | 17       | 18       | 19       | 20       | 21       |
| 52       | 22       | 23       | 24       | 25       | 26       | 27       | 28       |
| 1        | 29       | 30       | 31       |          |          |          |          |

## Ereignisse

### Politik und Weltgeschehen

#### Osteuropa/Westliches Asien
- 22. Februar: Russland unter Zar Nikolaus I. erhält im Frieden von Turkmantschai nach dem Krieg gegen Persien unter dem Kadscharenherrscher Fath Ali Schah Landgewinne im Kaukasusgebiet.
- 26. oder 28. April: Russland erklärt dem Osmanischen Reich den Krieg, um auch die Unabhängigkeitskämpfe der Griechen zu unterstützen.

#### Mittel- und Westeuropa
- 22. Januar: In Großbritannien löst der Duke of Wellington Lord Goderich als Premierminister ab.
- 11. Juli: Umsturz in Portugal. Der Absolutismus wird wiedereingeführt, Michael I. entthront seine Nichte Maria II.
- 24. August: Die Niederlande bilden als Kolonialmacht eine Verwaltung in Niederländisch-Neuguinea und unterstreichen damit ihre Besitzansprüche auf die Insel.

#### Amerika

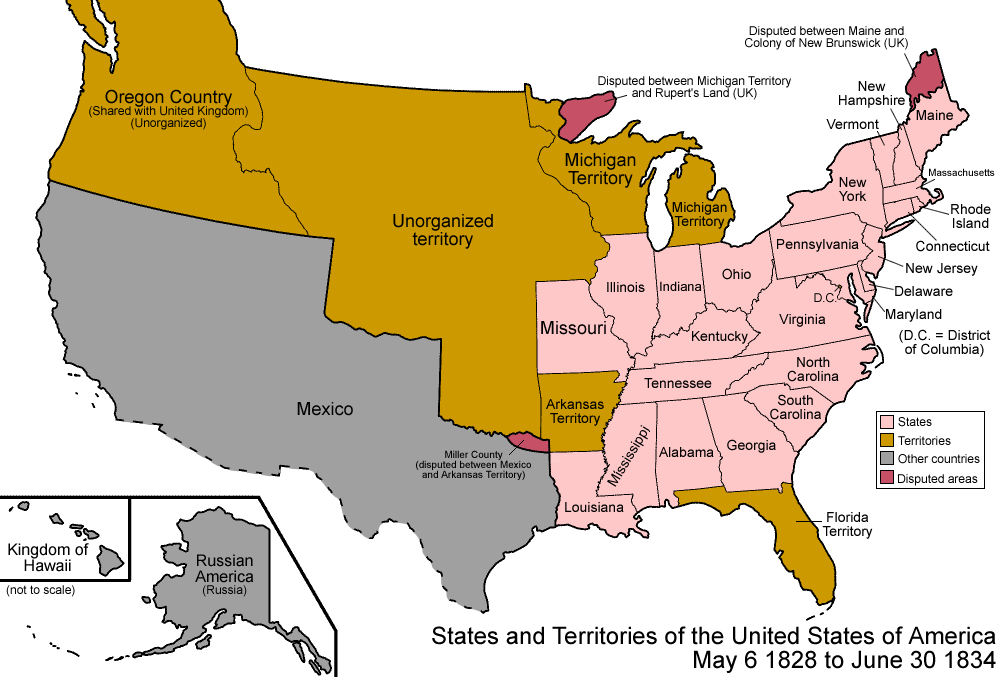
Vereinigte Staaten 1828

- 31. Oktober bis 2. Dezember: Die Präsidentschaftswahl in den Vereinigten Staaten 1828 ist bestimmt durch das erneute Aufeinandertreffen des amtierenden Präsidenten John Quincy Adams von der National Republican Party und seines Hauptrivalen Andrew Jackson, der jetzt Kandidat unter dem Banner der neuen Demokratischen Partei ist.
- 3. Dezember: Die Mitglieder des Electoral College entscheiden sich mit 178 Stimmen für Andrew Jackson. Der amtierende Präsident John Quincy Adams erhält 83 Stimmen.

#### Asien
- November: Siamesische Truppen unter Chaophraya Ratchasuphawadi nehmen nach dem Ende der Anuvong-Rebellion Vientiane, Hauptstadt des gleichnamigen Königreichs der Lao, ein und zerstören sie völlig. Die Bewohner werden in die zentrale Ebene Siams deportiert.

### Wirtschaft
- 18. Januar: Die Königreiche Bayern und Württemberg bilden einen süddeutschen Zollverein.
- 25. Juli: Der Wiener Magistrat gestattet Ignaz Bösendorfer, das Klaviermachergewerbe auszuüben. Seine Klaviere erlangen Weltruf.
- Der besonders als Herausgeber der Reclams Universal-Bibliothek bekannte Reclam-Verlag wird von Anton Philipp Reclam in Leipzig gegründet.

### Wissenschaft und Technik

#### Afrikaforschung
- 20. April: Der Franzose René Caillié erreicht als Araber verkleidet das in Europa geheimnisumwitterte Timbuktu am Niger. Die Stadt entpuppt sich als klein, unbedeutend und arm.

#### Astronomie
- 17. August: Die als NGC 80 geführte linsenförmige und die als NGC 83 geführte elliptische Galaxie werden von John Herschel im Sternbild Andromeda entdeckt.
- 2. September: John Herschel bemerkt im Sternbild Giraffe die später als NGC 2748 bezeichnete Galaxie.
- 15. September: John Herschel sieht als Erster im Sternbild Fische die später als NGC 311 bezeichnete Galaxie.
- 16. September: John Herschel entdeckt im Sternbild Andromeda eine elliptische Galaxie, später als NGC 97 katalogisiert.
- 9. Oktober: John Herschel spürt im Sternbild Walfisch die später als NGC 145 und NGC 275 bezeichneten Galaxien auf.

#### Chemie und Physik
- Siméon Denis Poisson führt die Querkontraktionszahl in die Elastizitätsprobleme ein.
- Robert Brown veröffentlicht seine Entdeckung der Molekularbewegung (Edinburgh New Philosophical Journal 5 (1828)).
- Friedrich Wöhler gelingt die Synthese von Harnstoff und beweist damit, dass organische Moleküle auch außerhalb von lebenden Systemen entstehen; die Grundlage der Biochemie und organischen Chemie.

#### Eisenbahntechnik
- 1. Juli: Der Maschinist John Cree ist das erste Todesopfer der Eisenbahngeschichte, als die von ihm gelenkte Lokomotive Nr. 1 auf der Bahnverbindung zwischen Stockton und Darlington explodiert.
- 4. Juli: Der Grundstein für die erste Eisenbahn in den USA, der „Baltimore and Ohio Railroad (B & O)“, wird gelegt.
- Die Schlebusch-Harkorter Kohlenbahn nimmt als Pferdebahn ihren Betrieb auf.

#### Sonstiges
- 24. Oktober: Im sächsischen Großenhain entsteht in der ehemaligen Lateinschule mit der Vaterländischen Bürger-Bibliothek die erste deutsche Volksbibliothek auf Initiative von Karl Benjamin Preusker. Sie will mit Büchern alle Bevölkerungsschichten ansprechen.
- Die Prüforganisation Bureau Veritas wird in Antwerpen als Klassifikationsgesellschaft gegründet.

### Kultur
- 1. Februar: Die Uraufführung des Singspiels Ali Pascha von Janina oder Die Franzosen in Albanien von Albert Lortzing findet am Stadttheater in Münster statt. Das Erstlingswerk beschert seinem Schöpfer einen Achtungserfolg, der ihn ermutigt, auch künftig Werke fürs Theater zu schreiben.
- 24. Februar:Saverio Mercadantes Vertonung von Pietro Metastasios fast 100 Jahre altem Libretto Adriano in Siria findet am Teatro de São Carlos in Lissabon statt.
- 28. Februar: Die Uraufführung des Dramas Ein treuer Diener seines Herrn von Franz Grillparzer findet mit Erfolg in Gegenwart von Kaiser Franz I. statt. Wenig später wird das Stück aber stillschweigend aus dem Spielplan entfernt, nachdem sich Grillparzer weigert, es dem Kaiser zu verkaufen, der so weitere Aufführungen und den Druck zu verhindern versucht.
- 26. März: Der österreichische Komponist Franz Schubert gibt sein erstes und einziges öffentliches Konzert im Lokal der Gesellschaft der Musikfreunde in Wien.

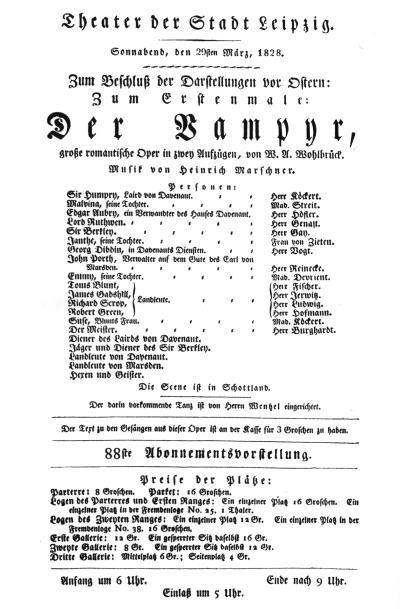
Der Vampyr, Programmzettel der Uraufführung

- 29. März: Die romantische Oper Der Vampyr von Heinrich Marschner wird am Stadttheater in Leipzig uraufgeführt. Das Libretto von Wilhelm August Wohlbrück basiert auf dem Schauspiel Der Vampyr oder die Todten-Braut von Heinrich Ludwig Ritter, das wiederum eine Dramatisierung der Erzählung Der Vampyr von John Polidori ist. Im gleichen Jahr vertont auch Peter Joseph von Lindpaintner diesen Stoff. Marschners Stück gilt als Höhepunkt einer Modebewegung der Biedermeierzeit.
- 7. April: Das Genueser Teatro Carlo Felice wird mit der zweiten Fassung von Vincenzo Bellinis Oper Bianca e Fernando feierlich eröffnet, obwohl die Arbeiten an der Struktur und Dekoration zu dem Zeitpunkt noch nicht abgeschlossen sind.
- 20. August: Die Uraufführung der komischen Oper Le comte Ory von Gioachino Rossini erfolgt unter der musikalischen Leitung von François-Antoine Habeneck im Salle Le Peletier der Grand Opéra von Paris. Das Libretto haben Eugène Scribe und Charles-Gaspard Delestre-Poirson auf Grundlage des Vaudeville-Stücks Le comte Orry et les nonnes de Farmoutier verfasst. Es singen unter anderem Laure Cinti-Damoreau und Adolphe Nourrit. Die Aufführung wird ein enthusiastisch gefeierter Triumph.
- 9. Dezember: Die Oper Clari von Fromental Halévy auf das Libretto von Pietro Giannone wird am Théâtre-Italien in Paris uraufgeführt. Die Oper und vor allem Maria Malibrans Darstellung der Titelheldin wird von den meisten Rezensenten als Erfolg bezeichnet.

### Gesellschaft
- 26. Mai: Kaspar Hauser wird in Nürnberg auf der Straße aufgegriffen.
- In England wird der Buggery Act 1533 aufgehoben und durch den Offences against the Person Act 1828 ersetzt. An den Straftatbeständen Homosexualität, Analverkehr und Sodomie und dem Strafmaß der Todesstrafe ändert sich dadurch nichts.

### Religion
- 23. September: In Mettmann schließen sich drei evangelische Missionsvereine aus der Rheinprovinz zur Rheinischen Missionsgesellschaft zusammen.

### Katastrophen
- 30. März: Ein Erdbeben der Stärke 7 erschüttert Lima. Es gibt dort 30 Tote und Schäden in mehreren Orten der Gegend.

### Sport
- Das Schlagball-Spiel Rounders wird in England erstmals erwähnt.

## Geboren

### Januar/Februar
- 02. Januar: George M. Chilcott, US-amerikanischer Politiker († 1891)
- 05. Januar: Emil Frommel, deutscher evangelischer Theologe und Volksschriftsteller († 1896)
- 05. Januar: August-Valentin Kautz, deutsch-US-amerikanischer Soldat und Kavallerieoffizier († 1895)
- 05. Januar: Stephan von Jovanović, österreichischer Feldmarschallleutnant († 1885)
- 06. Januar: Herman Grimm, deutscher Kunsthistoriker und Publizist († 1901)
- 07. Januar: Karl Sontag, deutscher Schauspieler († 1900)
- 08. Januar: Wilhelm von Kardorff, preußisch-deutscher Politiker und Unternehmer († 1907)
- 10. Januar: Bernhard Hermann Köckemann, deutscher katholischer Ordensgeistlicher und Bischof († 1892)
- 14. Januar: Theodor Lebrun, Schauspieler und Theaterdirektor († 1895)
- 14. Januar: Josef Mitscha-Märheim, Jurist, Bankfachmann und Politiker im Kaisertum Österreich († 1907)
- 16. Januar: Karl Gottfried Mäser, deutscher mormonischer Theologe und Pädagoge († 1901)
- 16. Januar: Félix Gustave Saussier, französischer General und Abgeordneter († 1905)
- 17. Januar: Ede Reményi, ungarischer Violinist († 1898)
- 18. Januar: Ehrenfried Leichel, deutscher, in den Niederlanden tätiger Orgelbauer († 1905)
- 19. Januar: Eduard Leonhardi, deutscher Landschaftsmaler († 1905)
- 21. Januar: Friedrich Scheuchzer, Schweizer Mediziner, Redakteur und Politiker († 1895)
- 23. Januar: Gustavus Frankenstein, deutschamerikanischer Landschaftsmaler, Mathematiker und Autor († 1893)
- 23. Januar: Saigō Takamori, japanischer Samurai († 1877)
- 24. Januar: Ferdinand Julius Cohn, deutscher Botaniker und Mikrobiologe († 1898)
- 25. Januar: Charles Allston Collins, englischer Maler und Schriftsteller († 1873)
- 28. Januar: Roberto Ardigò, italienischer Philosoph († 1920)
- 30. Januar: Frederick Low, US-amerikanischer Politiker († 1894)
- 30. Januar: Rainilaiarivony, Premierminister des Königreichs Madagaskar († 1896)
- 01. Februar: George F. Edmunds, US-amerikanischer Politiker († 1919)
- 01. Februar: Meyer Guggenheim, schweizerisch-US-amerikanischer Industrieller († 1905)
- 02. Februar: Johannes Heinrich Müller, deutscher Konservator, Denkmalpfleger und Numismatiker († 1886)
- 02. Februar: Josef Porkert, böhmischer Industrieller († 1895)
- 06. Februar: Emil Arnoldt, deutscher Philosoph und Privatgelehrter († 1905)
- 08. Februar: Antonio Cagnoni, italienischer Opernkomponist († 1896)
- 08. Februar: Antonio Cánovas del Castillo, spanischer Politiker, Ministerpräsident, Dichter und Historiker († 1897)
- 08. Februar: Carl Philipp Euler, deutscher Turnpädagoge und Schriftsteller († 1901)

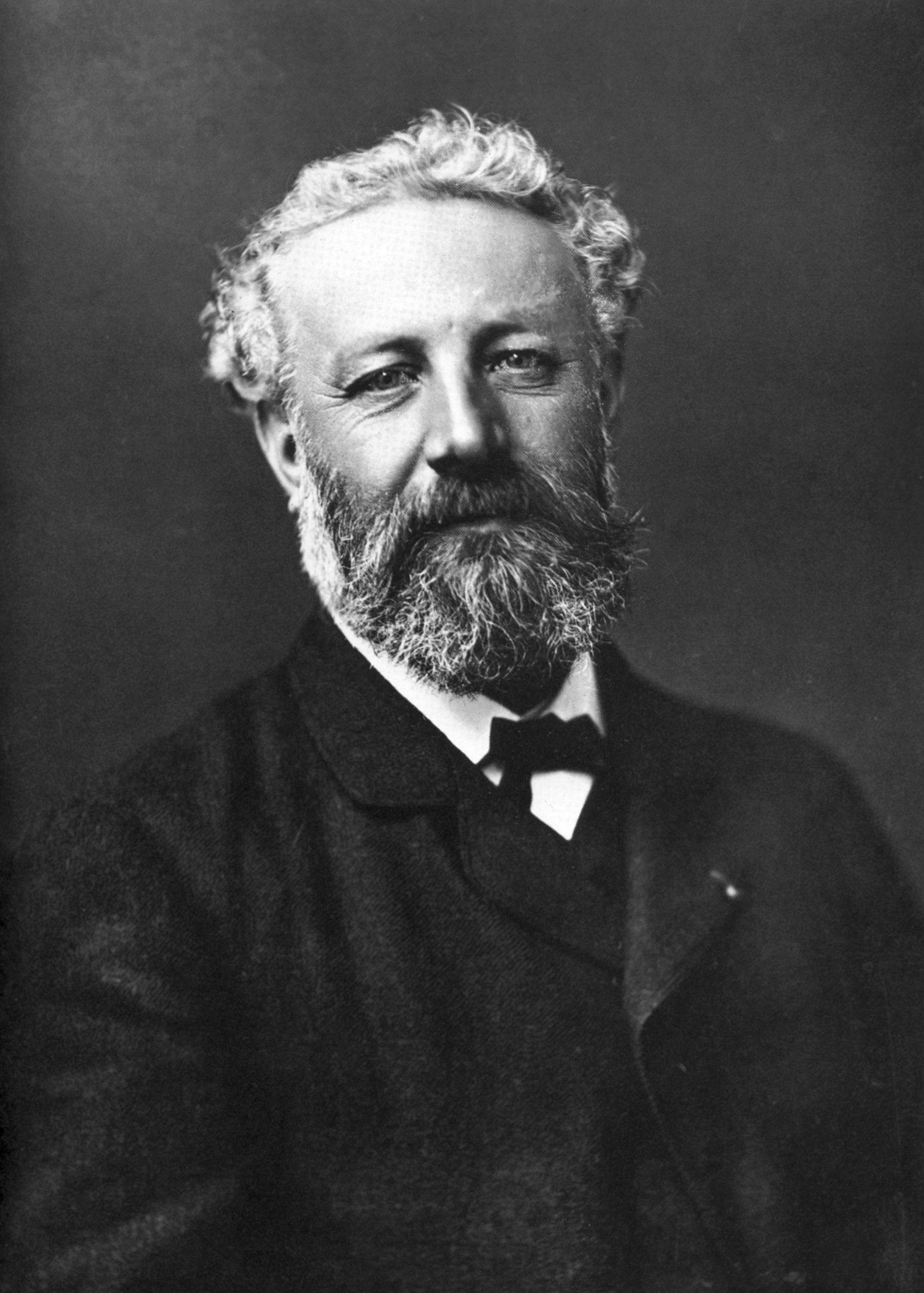
Jules Verne um 1890, Fotografie von Nadar

- 08. Februar: Jules Verne, französischer Schriftsteller († 1905)
- 11. Februar: Karl Theodor Liebe, deutscher Geologe und Ornithologe († 1894)
- 12. Februar: Jakob Joseph Adam, Schweizer Politiker († 1888)
- 12. Februar: George Meredith, britischer Schriftsteller († 1909)
- 13. Februar: Julius Weizsäcker, deutscher Historiker († 1889)
- 14. Februar: Edmond About, französischer Schriftsteller († 1885)
- 14. Februar: Émile Blavet, französischer Journalist, Schriftsteller und Librettist († 1924)
- 14. Februar: Friedrich Gerber, Schweizer evangelischer Geistlicher und Pädagoge († 1905)
- 19. Februar: Delos Rodeyn Ashley, US-amerikanischer Politiker († 1873)
- 19. Februar: Louis Kugelmann, deutscher Mediziner und Sozialdemokrat († 1902)
- 19. Februar: Eduard Mohr, deutscher Afrikaforscher († 1876)
- 19. Februar: Johannes von Miquel, preußischer Politiker und Reformator († 1901)
- 20. Februar: Charles Wimar, deutsch-US-amerikanischer Maler († 1862)
- 21. Februar: Carl Greith, schweizerischer Komponist († 1887)
- 22. Februar: Frederick W. M. Holliday, US-amerikanischer Politiker († 1899)
- 24. Februar: Ferdinand Christian Gustav Arnold, deutscher Botaniker († 1901)
- 25. Februar: Person Colby Cheney, US-amerikanischer Politiker († 1901)
- 27. Februar: Kanō Hōgai, japanischer Maler († 1888)
- 27. Februar: Peter Spohr, Oberst der preußischen Armee († 1921)
- 28. Februar: Wilhelm von Schrenck, deutscher Politiker († 1892)

### März/April
- 01. März: John Gould Stephenson, US-amerikanischer Mediziner, Leiter der Library of Congress († 1882)
- 06. März: Johnson N. Camden, US-amerikanischer Politiker († 1908)
- 12. März: Benjamin Leigh Smith, britischer Polarforscher († 1913)
- 12. März: Richard Löber, deutscher lutherischer Theologe († 1907)
- 17. März: David Wyatt Aiken, US-amerikanischer Politiker († 1887)
- 17. März: Benjamin Franklin Howey, US-amerikanischer Politiker († 1893)
- 17. März: Albert Keith Smiley, US-amerikanischer Quäker, Pädagoge und Philanthrop († 1912)
- 18. März: William Randal Cremer, britischer Politiker und Friedensnobelpreisträger († 1908)
- 20. März: Friedrich Karl Nikolaus von Preußen, Feldherr der preußischen Armee († 1885)

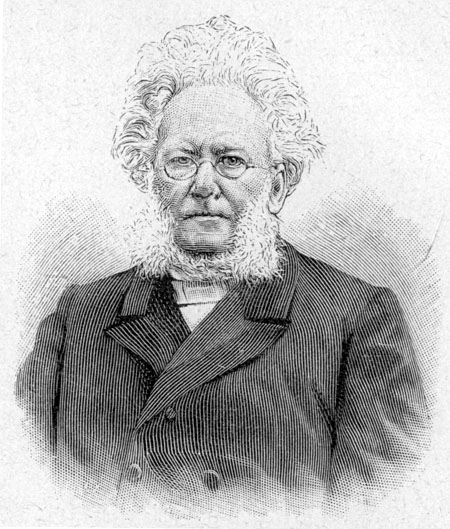
Henrik Ibsen

- 20. März: Henrik Ibsen, norwegischer Schriftsteller († 1906)
- 21. März: William Saurin Lyster, australischer Opernimpresario († 1880)
- 22. März: Charles Demôle, französischer Politiker († 1908)
- 25. März: Heinrich Conrad Schneider, deutscher Pädagoge sowie Gründer einer bekannten Landwirtschaftsschule mit angeschlossener Brauakademie († 1898)
- 28. März: Melchior Anderegg, Schweizer Bergführer († 1914)
- 01. April: Rudolf Friedrich Eugen Arendt, deutscher Chemiker und Pädagoge († 1902)
- 09. April: Francesc Sans i Cabot, katalanischer Maler († 1881)
- 09. April: Carl Friedrich Tamms, der erste Oberbürgermeister der Hansestadt Stralsund († 1898)
- 10. April: Gustav von Epstein, österreichischer Bankier und Unternehmer († 1879)
- 12. April: Charles Foster, US-amerikanischer Politiker († 1904)
- 15. April: Johanna Mestorf, Archäologin, erste Museumsdirektorin Deutschlands († 1909)
- 17. April: Julius Bremer, Mitbegründer der Magdeburger Arbeiterbewegung († 1894)
- 21. April: Hippolyte Taine, französischer Historiker und Kritiker († 1893)
- 21. April: Otto Blau, deutscher Orientalist († 1879)
- 23. April: Albert I., König von Sachsen († 1902)
- 23. April: Charles Welche, französischer Politiker († 1902)
- 24. April: Charles Nuitter, französischer Librettist, Übersetzer und Archivar († 1899)
- 25. April: Julius Grosse, deutscher Schriftsteller († 1902)
- 27. April: Leopold Auerbach, deutscher Anatom und Pathologe († 1897)
- 27. April: August Becker, deutscher Schriftsteller († 1891)
- 27. April: Julius Bleichröder, deutscher Bankier († 1907)
- 27. April: Gaspare Campari, italienischer Unternehmer († 1882)
- 27. April: Carl Laeisz, deutscher Kaufmann und Reeder († 1901)
- 29. April: Louise Peterson, deutsche Jugendschriftstellerin († 1902)

### Mai/Juni
- 05. Mai: Albert Marth, deutscher Astronom († 1897)
- 08. Mai: John Henry Cornell, US-amerikanischer Organist, Komponist und Lehrbuchautor († 1894)

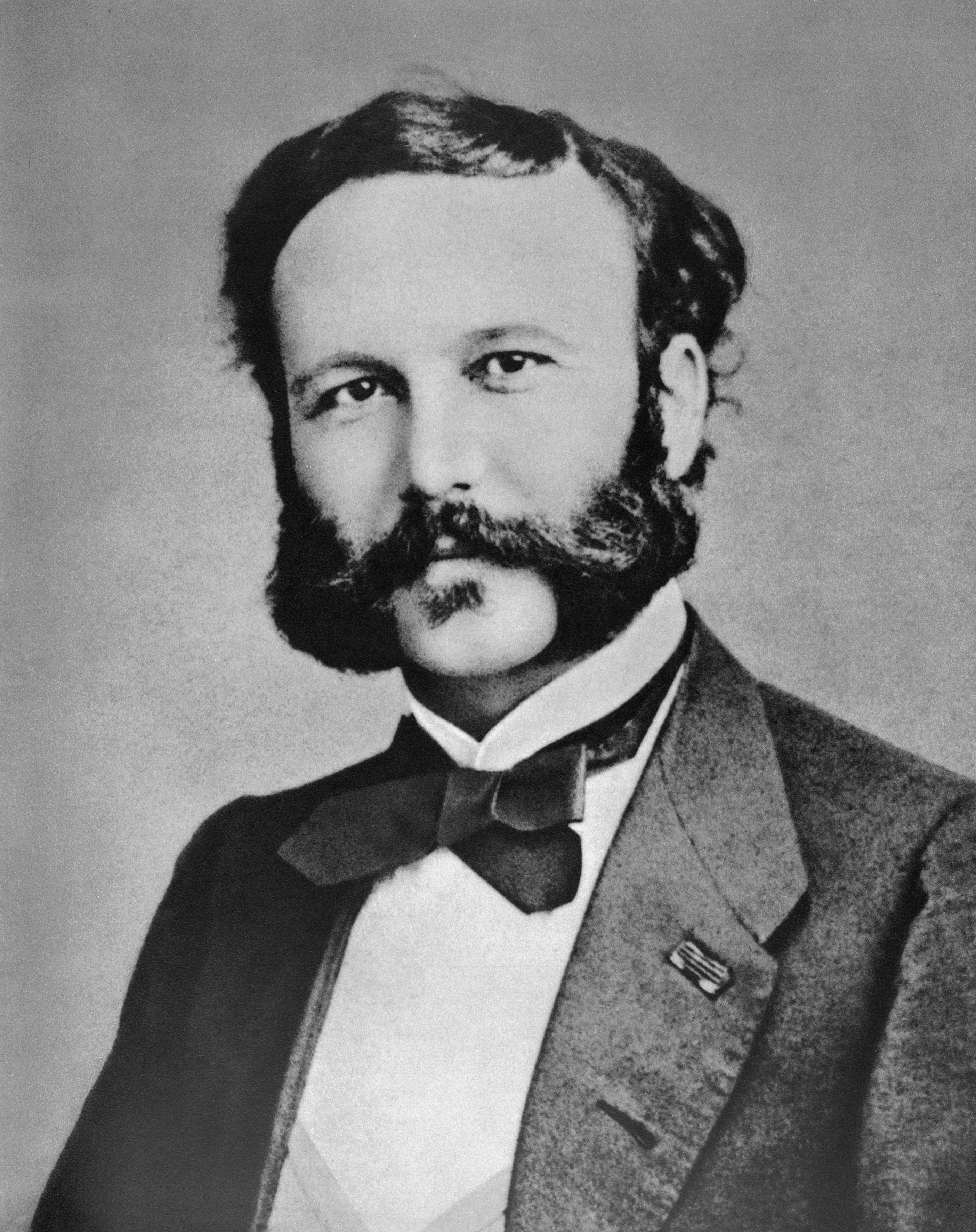
Henry Dunant, um 1860

- 08. Mai: Henry Dunant, Schweizer Geschäftsmann, Initiator der Rotkreuz-Bewegung († 1910)
- 09. Mai: Alfred Deseilligny, französischer Politiker und Industrieller († 1875)
- 09. Mai: Andrew Murray, Pfarrer und Schriftsteller († 1917)
- 12. Mai: Dante Gabriel Rossetti, britischer Maler († 1882)
- 13. Mai: Hannes Finsen, isländischer Jurist, Gouverneur auf den Färöern († 1892)
- 13. Mai: Alfred von Kremer, österreichischer Orientalist († 1889)
- 14. Mai: Adalbert von Waltenhofen, österreichischer Physiker († 1914)
- 15. Mai: Hélène de Gingins, Schweizer Salonière, Abolitionistin und Frauenrechtlerin († 1905)
- 20. Mai: Nathaniel Head, US-amerikanischer Politiker († 1883)
- 21. Mai: Rudolf Koller, Schweizer Maler († 1905)
- 22. Mai: Albrecht von Graefe, königlich preußischer Geheimer Medizinalrat, Begründer der Augenheilkunde in Deutschland († 1870)
- 22. Mai: Angelo Di Pietro, italienischer Geistlicher, Kurienkardinal († 1914)
- 26. Mai: Benjamin F. Rice, US-amerikanischer Politiker († 1905)
- 28. Mai: Alpheus Baker, Brigadegeneral der Konföderierten Armee im Sezessionskrieg († 1891)
- 02. Juni: James Cutler Dunn Parker, US-amerikanischer Komponist († 1916)
- 03. Juni: Ferdinand Poise, französischer Komponist († 1892)
- 03. Juni: Otto von Faber du Faur, deutscher Schlachtenmaler und Offizier († 1901)
- 03. Juni: David Gempeler, Schweizer Lehrer, Schriftsteller und Heimatforscher († 1916)
- 05. Juni: Otto Martin Torell, schwedischer Geologe, Naturforscher und Nordpolfahrer († 1900)
- 07. Juni: Adrien Barthe, französischer Komponist († 1898)
- 08. Juni: Julius Mankell, schwedischer Offizier, Politiker und Militärhistoriker († 1897)
- 11. Juni: Costantino Nigra, italienischer Diplomat und Staatsmann († 1907)
- 12. Juni: Amable Ricard, französischer Politiker († 1876)
- 17. Juni: Johann Nepomuk Czermak, deutscher Physiologe († 1873)
- 17. Juni: Johan Karel Jakob de Jonge, niederländischer Historiker († 1880)
- 19. Juni: Alfred Trappen, deutscher Maschinenbauingenieur († 1908)
- 21. Juni: Ferdinand André Fouqué, französischer Geologe († 1904)
- 23. Juni: Johannes Schilling, deutscher Bildhauer († 1910)
- 24. Juni: Adolphe Blanc, französischer Komponist († 1885)
- 25. Juni: Friederike Kempner, deutsche Dichterin († 1904)
- 28. Juni: John Vines Wright, US-amerikanischer Politiker († 1908)
- 30. Juni: Franz Oberländer, deutscher Rittergutsbesitzer und Politiker († 1894)

### Juli/August
- 01. Juli: Karl Huber, rumäniendeutscher Komponist, Geiger, Dirigent und Musikpädagoge († 1885)
- 01. Juli: Andrew J. Rogers, US-amerikanischer Politiker († 1900)
- 02. Juli: Joseph Unger, österreichischer Jurist, Schriftsteller, Politiker und Reichsgerichtspräsident († 1913)
- 04. Juli: Wilhelm Ahlwardt, deutscher Orientalist und Hochschullehrer († 1909)
- 07. Juli: Johann Joseph Otto Duvigneau, Magdeburger Kommunalpolitiker und Ehrenbürger († 1899)
- 07. Juli: Heinrich von Ferstel, österreichischer Architekt († 1883)
- 07. Juli: Umewaka Minoru I., japanischer Nōschauspieler († 1909)
- 08. Juli: David Turpie, US-amerikanischer Politiker († 1909)

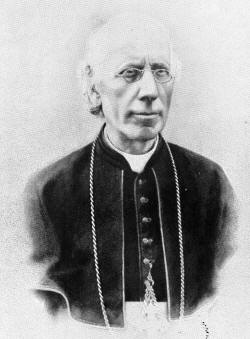
Luigi Oreglia di Santo Stefano

- 09. Juli: Luigi Oreglia di Santo Stefano, italienischer Kardinal († 1913)
- 09. Juli: Adolf Schreyer, deutscher Maler († 1899)
- 16. Juli: Samuel Adrianus Naber, niederländischer Altphilologe († 1913)
- 19. Juli: Adalbert Wilhelm von Bayern, bayrischer Prinz († 1875)
- 20. Juli: Fanny Janauschek, Schauspielerin († 1904)
- 21. Juli: Heinrich Scharrer, deutscher Botaniker und Landschaftsarchitekt († 1906)
- 23. Juli: Jonathan Hutchinson, englischer Chirurg und Pathologe († 1913)
- 24. Juli: Alexander Müller, deutscher Abgeordneter, Hof- und Ziegeleibesitzer († 1910)
- 24. Juli: Nikolai Gawrilowitsch Tschernyschewski, russischer Schriftsteller und Kritiker († 1889)
- 26. Juli: Albert Mooren, deutscher Augenarzt und Begründer der modernen Augenheilkunde († 1899)
- 30. Juli: François-Auguste Gevaert, belgischer Komponist († 1908)
- 31. Juli: Hervé Mangon, französischer Politiker und Ingenieur († 1888)
- 05. August: Luise von Oranien-Nassau, niederländische Prinzessin, Königin von Schweden und Norwegen († 1871)
- 07. August: Rudolf Kocher, Schweizer evangelischer Geistlicher und Schriftsteller († 1866)

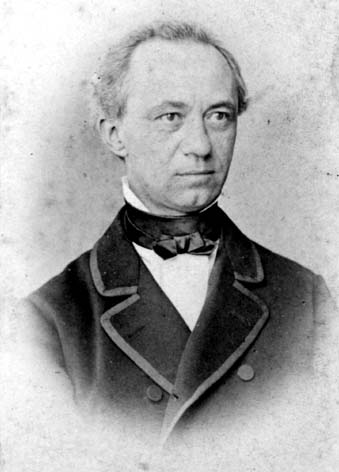
Joseph Eduard Konrad Bischof (um 1870)

- 09. August: Joseph Eduard Konrad Bischoff, deutscher katholischer Priester und Schriftsteller († 1920)
- 09. August: Gottlieb Ziegler, Schweizer reformierter Geistlicher und Politiker († 1898)
- 13. August: Johann Jakob Brodbeck, Schweizer Politiker und Theologe († 1892)
- 15. August: Frank Buchser, Schweizer Maler († 1890)
- 15. August: Jean-Baptiste Billot, französischer General und Staatsmann († 1907)
- 18. August: Ernest Cahen, französischer Organist und Komponist († 1893)
- 18. August: Georg Jabin, deutscher Landschaftsmaler († 1864)
- 22. August: Jonas Breitenstein, Schweizer Schriftsteller (†  1877)
- 27. August: Auguste Bazille, französischer Organist und Komponist († 1891)
- 30. August: John Daniel Clardy, US-amerikanischer Politiker († 1918)
- 30. August: Lionel Allen Sheldon, US-amerikanischer Politiker († 1917)

### September/Oktober
- 03. September: Caroline de Barrau de Muratel, französische Philanthropin, Schriftstellerin, Erzieherin und Feministin († 1888)
- 03. September: Ludwig Edenhofer, deutscher Orgelbauer und Violinist († 1895)
- 06. September: Bernhard Büchsenschütz, deutscher Historiker († 1922)
- 06. September: Alexander Michailowitsch Butlerow, russischer Chemiker († 1886)
- 06. September: Christian Schlichter, erster Bürgermeister von Wiesbaden († 1883)
- 07. September: Ernst Julius Meier, deutscher evangelischer Theologe († 1897)
- 08. September: Karl Friedrich Adler, deutscher Politiker († 1883)
- 08. September: George Crook, US-amerikanischer General († 1890)
- 08. September: Joshua Lawrence Chamberlain, US-amerikanischer Militär und Politiker († 1914)
- 08. September: Karl von Jacobi, deutscher Staatssekretär († 1903)

Lew Tolstoi, 1873

- 09. September: Lew Nikolajewitsch Tolstoi, russischer Schriftsteller († 1910)
- 09. September: Walter von Loë, preußischer Generalfeldmarschall und Generaladjutant des Kaisers († 1908)
- 13. September: Carl Andreas Ancker, Stifter des Anckerschen Legates († 1857)
- 14. September: Moritz Gröbe, deutscher Bauunternehmer und Industrieller († 1891)
- 19. September: Fridolin Anderwert, Schweizer Politiker († 1880)
- 28. September: Pierre Denis, französischer Kommunarde († 1907)
- 28. September: Friedrich Albert Lange, deutscher Philosoph und protestantischer Theologe († 1875)
- 28. September: Antoinette de Mérode, Fürstin von Monaco († 1864)
- 28. September: Karl Tomaschek, österreichischer Germanist, Literaturhistoriker und Hochschullehrer († 1878)
- 30. September: Jozef Samaša, Erzbischof von Eger und Kardinal († 1912)
- 01. Oktober: Jakob Fehr, Schweizer Bäcker, Jurist und Politiker († 1885)
- 03. Oktober: Woldemar Bargiel, deutscher Komponist († 1897)
- 04. Oktober: Thomas Peter Akers, US-amerikanischer Politiker († 1877)
- 09. Oktober: Ferdinand Piloty, deutscher Maler († 1895)
- 10. Oktober: Samuel J. Randall, US-amerikanischer Politiker († 1890)
- 11. Oktober: Enst August Emil Freiherr von Amelunxen, preußischer Generalleutnant († 1900)
- 13. Oktober: Johanna Wagner, deutsche Sängerin († 1894)
- 18. Oktober: Isaac P. Gray, US-amerikanischer Politiker († 1895)
- 19. Oktober: Adolfo Fumagalli, italienischer Pianist und Komponist († 1856)
- 19. Oktober: James F. Wilson, US-amerikanischer Politiker († 1895)
- 23. Oktober: Turner Ashby, US-amerikanischer Oberst († 1862)
- 23. Oktober: Peter Johannes de Neui, Missionar der nordwestdeutschen Baptisten († 1907)
- 23. Oktober: Theodor Liedtcke, deutscher Schauspieler († 1902)
- 24. Oktober: Georg Adam Bauer, königlich-bayerischer Ingenieur († 1901)
- 27. Oktober: Jacob Dolson Cox, US-amerikanischer Politiker († 1900)
- 28. Oktober: Paul Ludwig Bassenge, deutscher Jurist, Unternehmer und Politiker († 1898)
- 30. Oktober: Jaques Cart, Schweizer evangelischer Geistlicher und Heimatforscher († 1913)
- 31. Oktober: Joseph Wilson Swan, englischer Physiker, Chemiker und Erfinder († 1914)

### November/Dezember
- 01. November: Balfour Stewart, schottischer Physiker († 1887)
- 03. November: Octavius Pickard-Cambridge, englischer Pastor und Zoologe († 1917)
- 04. November: Ernest Hello, französischer Schriftsteller und Philosoph († 1885)
- 07. November: Paul Baudry, französischer Maler († 1886)
- 08. November: Amos Clark, US-amerikanischer Politiker († 1912)
- 08. November: Wilhelm Franz Epha, Düneninspektor († 1904)
- 10. November: Peter Becker, deutscher Maler († 1904)
- 10. November: Hector Crémieux, französischer Librettist und Dramatiker († 1892)
- 14. November: Andreas Andresen, deutscher Kunstbuchautor († 1871)
- 14. November: James B. McPherson, General der US-Armee († 1864)
- 16. November: Léopold Faye, französischer Politiker († 1900)
- 17. November: Yung Wing, chinesischer Diplomat († 1912)
- 18. November: John Angel James Creswell, US-amerikanischer Politiker († 1891)
- 18. November: Félix Henri Giacomotti, französischer Maler († 1909)
- 18. November: John Langdon-Down, britischer Arzt mit dem Fachgebiet Neurologie († 1896)
- 18. November: Johanne Philippine Nathusius, Gründerin des Elisabethstiftes der späteren Neinstedter Anstalten († 1885)
- 21. November: Pierre Faubert, französischer Komponist und Organist († unbekannt)
- 23. November: Philipp Joseph Franz Adolf Adams, deutscher Verwaltungsjurist († 1891)
- 23. November: George M. Thomas, US-amerikanischer Politiker († 1914)
- 30. November: Gustav Zeuner, deutscher Ingenieur († 1907)
- 02. Dezember: Henry Wilson, US-amerikanischer Komponist († 1878)
- 05. Dezember: Georg Heinrich Claussen, deutscher Kaufmann und Unternehmer († 1912)
- 07. Dezember: Heinrich Karl von Haymerle, österreichischer Staatsmann und Politiker († 1881)
- 09. Dezember: Joseph Dietzgen, deutscher Arbeiterphilosoph und Journalist († 1888)
- 11. Dezember: Anna de Perrot, schweizerische Aktivistin der Frauenbewegung († 1915)
- 13. Dezember: Emil Kuh, österreichischer Schriftsteller und Literaturkritiker († 1876)
- 13. Dezember: Albert von Suckow, württembergischer Kriegsminister († 1893)
- 14. Dezember: Émile de Najac, französischer Librettist († 1889)
- 15. Dezember: Friedrich Bormann, deutscher Eisenbahndirektor und Mitglied des Deutschen Reichstags († 1922)
- 18. Dezember: Viktor Rydberg, schwedischer Schriftsteller († 1895)
- 22. Dezember: Eduard Schönfeld, deutscher Astronom († 1891)
- 23. Dezember: Mathilde Wesendonck, Geliebte des Komponisten Richard Wagner († 1902)
- 24. Dezember: Jacob Achilles Mähly, Schweizer Altphilologe († 1902)
- 25. Dezember: Felix zu Salm-Salm, preußischer Major, amerikanischer und mexikanischer Oberst († 1870)
- 26. Dezember: Josef Wiedemann, österreichischer Militärkapellmeister und Komponist († 1919)
- 27. Dezember: William Wyatt Gill, australischer Missionar und Ethnologe († 1898)
- 27. Dezember: Barnim Grüneberg, deutscher Orgelbauer († 1907)
- 31. Dezember: Fitz-James O’Brien, irischer Schriftsteller († 1862)

### Genaues Geburtsdatum unbekannt
- Ah Toy, chinesisch-US-amerikanische Entertainerin, Prostituierte und Bordellbetreiberin († 1928)
- Lucy Escott, US-amerikanische Sängerin († 1895)

## Gestorben

### Januar bis April
- 01. Januar: Johann Samuel Arnhold, deutscher Porzellanmaler (* 1766)
- 05. Januar: Kobayashi Issa, japanischer Haiku-Dichter (* 1763)
- 13. Januar: Elizabeth Craven, britische Schriftstellerin (* 1750)
- 13. Januar: Theodore Foster, US-amerikanischer Politiker (* 1752)
- 14. Januar: George Holcombe, US-amerikanischer Politiker (* 1786)
- 16. Januar: Jules Anglès, französischer Politiker (* 1778)
- 23. Januar: Giuseppe Quaglio, italienischer Maler, Bühnenbildner und Theaterarchitekt (* 1747)
- 29. Januar: Joseph Léopold Sigisbert Hugo, französischer General (* 1773)
- 31. Januar: Alexander Ypsilantis, griechischer General  (* 1792)
- 02. Februar: Carl Alberti, deutscher Beamter (* 1763)
- 08. Februar: Ferdinand von Angern, deutscher Politiker (* 1757)
- 17. Februar: Heinrich Gottlieb Tzschirner, deutscher evangelischer Theologe (* 1778)
- 19. Februar: Franz Xaver von Leibes, deutscher katholischer Geistlicher und Hochschullehrer (* 1753)
- 22. Februar: Iwan Prokofjewitsch Prokofjew, russischer Bildhauer und Hochschullehrer (* 1758)
- 22. Februar: Samuel Gottlieb Wald, deutscher evangelischer Theologe (* 1762)
- 04. März: John Geddes, US-amerikanischer Politiker (* 1777)
- 04. März: Johann Hubertus, deutscher Arzt (* 1752)
- 06. März: Hongi Hika, Stammesführer der Māori in Neuseeland (* 1772)
- 07. März: Richard Stockton, US-amerikanischer Politiker (* 1764)
- 16. März: Johann Georg August Galletti, deutscher Historiker und Geograf (* 1750)
- 22. März: Pierre-Louis Agie, französisch-russischer Bildhauer, Gießer und Ziseleur (* 1752)
- 22. März: Ludwig Choris, deutsch-russischer Maler, Zeichner, Lithograf und Forschungsreisender (* 1795)
- 25. März: Maria Reynolds, Protagonistin des ersten öffentlichen Sex-Skandals in den USA (* 1768)
- 27. März: Johann Gottfried Tulla, badischer Ingenieur (* 1770)
- 28. März: William Thornton, britisch-US-amerikanischer Architekt und Erfinder (* 1759)
- 31. März: Ida von Anhalt-Bernburg-Schaumburg-Hoym, Erbprinzessin zu Lübeck und Prinzessin zu Holstein-Oldenburg (* 1804)
- 02. April: Thomas Montgomery, US-amerikanischer Politiker (* 1779)
- 05. April: Georg Joachim Göschen, deutscher Verleger (* 1752)
- 12. April: Leopold Layer, slowenischer Maler (* 1752)

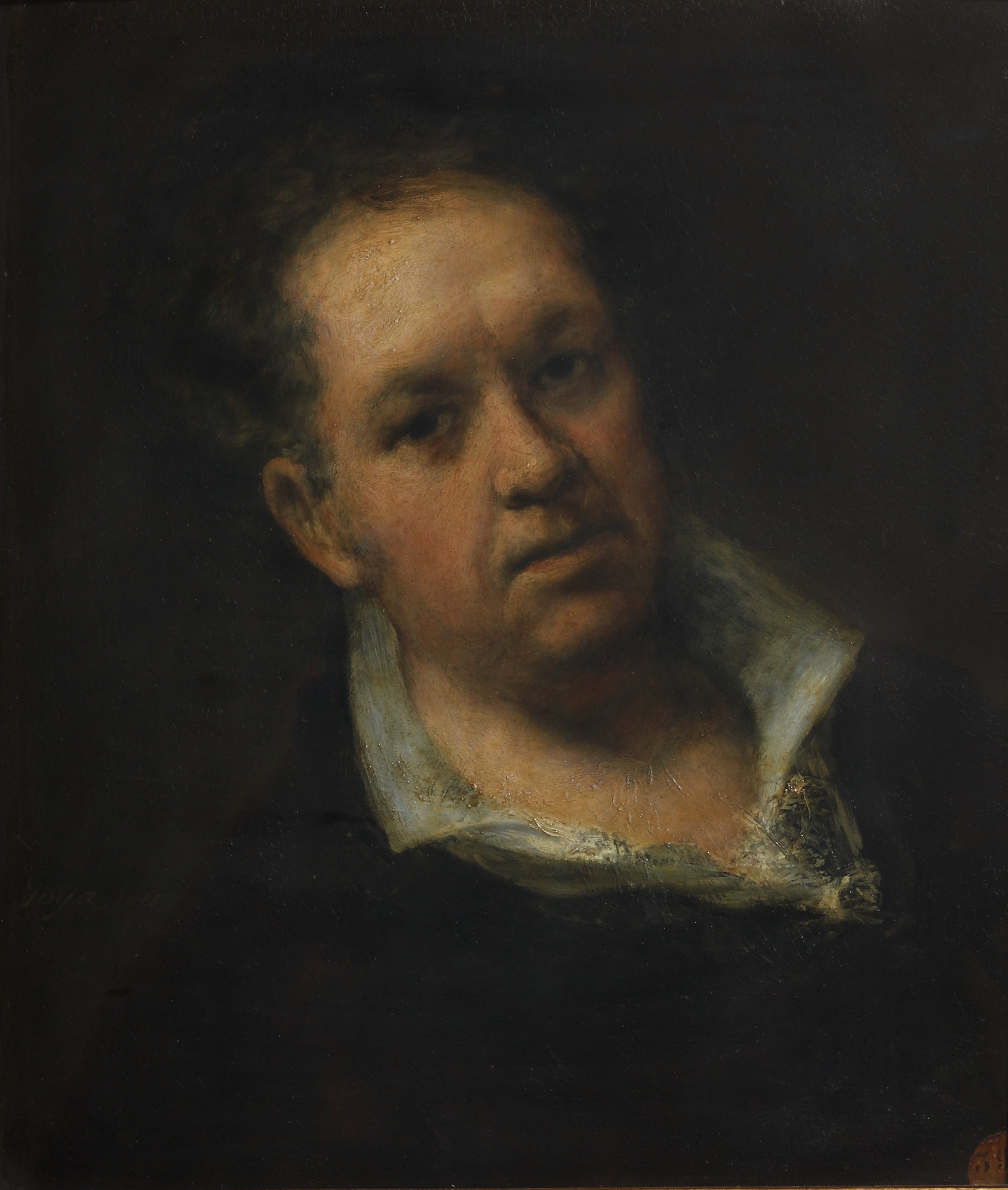
Selbstbildnis Francisco de Goya, 1815

- 16. April: Francisco de Goya, spanischer Maler und Grafiker (* 1746)
- 19. April: Carlo Francesco Maria Caselli, italienischer Kardinal (* 1740)
- 29. April: Ludwig August Struve, deutscher Arzt (* 1795)

### Mai bis August
- 02. Mai: Raymond de Sèze, französischer Jurist (* 1748)
- 06. Mai: James Armstrong, US-amerikanischer Politiker (* 1748)
- 08. Mai: Dixon Denham, englischer Afrikaforscher (* 1786)
- 11. Mai: Jeremiah Chase, Delegierter für Maryland im Kontinentalkongress (* 1748)
- 15. Mai: William Congreve, britischer Artillerist, Ingenieur und Raketentechniker (* 1772)
- 17. Mai: Ralph James Woodford, Gouverneur der Karibikinsel Trinidad (* 1784)
- 23. Mai: Heinrich Friedrich Isenflamm, deutscher Mediziner (* 1771)
- 23. Mai: Isaac Van Wart, Soldat im Amerikanischen Bürgerkrieg (* 1762)
- 24. Mai: Wassili Wassiljewitsch Engelhardt, deutschbaltisch-russischer Offizier und Staatsmann (* 1758)
- 26. Mai: John Oxley, australischer Entdecker (* 1785)
- 28. Mai: Andreas Schumann, deutscher Pädagoge und Autor (* 1757)
- 30. Mai: Friedrich Georg Weitsch, deutscher Maler und Radierer (* 1758)
- 01. Juni: Christian Gottlieb Röckner, deutscher lutherischer Feldpropst (* 1766)
- 06. Juni: Karl Friedrich Christian Wenck, deutscher Jurist (* 1784)
- 11. Juni: Alexandre-Jacques-Bernard Law de Lauriston, französischer General, Marschall von Frankreich (* 1768)
- 11. Juni: Thomas Legler, Schweizer Politiker (* 1756)
- 14. Juni: Carl August, Herzog und Großherzog von Sachsen-Weimar-Eisenach (* 1757)
- 28. Juni: Leopold Heinrich Wilhelm Lentze, deutscher Geistlicher (* 1753)
- 07. Juli: August Hermann Niemeyer, deutscher Theologe und Pädagoge (* 1754)
- 09. Juli: Friedrich Hildebrand von Einsiedel, deutscher Jurist, Schriftsteller, Übersetzer (* 1750)
- 14. Juli: Carl Weisflog, deutscher Schriftsteller (* 1770)
- 15. Juli: Jean-Antoine Houdon, französischer Bildhauer (* 1741)
- 16. Juli: William Few, Delegierter für Georgia im Kontinentalkongress (* 1748)
- 23. Juli: Hedge Thompson, US-amerikanischer Politiker (* 1780)
- 24. Juli: Félix María Calleja del Rey, spanischer Feldherr und Vizekönig von Neuspanien (* 1753)
- 27. Juli: Radama I., Herrscher des Königreichs Madagaskar (* 1788)
- 04. August: Felix de Silva Avellar Brotero, portugiesischer Botaniker (* 1744)
- 05. August: Kilian Ponheimer der Ältere, österreichischer Kupferstecher (* 1757)
- 06. August: Konstantin von Benckendorff, russischer General und Diplomat (* 1783/84)
- 07. August: Karl Wilhelm Ferdinand von Funck, sächsischer General und Historiker (* 1761)
- 08. August: Carl Peter Thunberg, schwedischer Mediziner und Naturforscher (* 1743)
- 08. August: Nicholas-Louis Robert, Erfinder der Papiermaschine (* 1761)
- 08. August: Johann Friedrich Fuchs, deutscher Mediziner (* 1774)
- 09. August: Friedrich Ludewig Bouterweck, deutscher Philosoph und Schriftsteller (* 1766)
- 15. August: Agriolidis, osmanischer Anführer der Janitscharen (* 1785)
- 22. August: Franz Joseph Gall, deutscher Arzt und Anatom (* 1758)
- 23. August: Franz von Zeiller, österreichischer Jurist und Rektor der Universität Wien (* 1751)
- 25. August: Charles Willing Byrd, US-amerikanischer Politiker (* 1770)
- 26. August: Johann Conrad Winz, Schweizer Gerichtsschreiber, Plantagenleiter, Sklavenhändler und Politiker (* 1828)
- 28. August: Pius Alexander Wolff, deutscher Schauspieler und Schriftsteller (* 1782)

### September bis Dezember
- 01. September: John Taylor Gilman, US-amerikanischer Politiker (* 1753)
- 06. September: Theodorus Bailey, US-amerikanischer Politiker (* 1758)
- 06. September: Johann Benedikt Ernst Wegmann, deutscher Orgel- und Instrumentenbauer (* 1765)
- 10. September: Antoine-François Andréossy, französischer General und Staatsmann (* 1761)
- 14. September: Israel Jacobson, jüdischer Reformer (* 1768)
- 22. September: Shaka, Häuptling der Zulu (* 1787)
- 22. September: Valentin Sonnenschein, deutscher Bildhauer, Maler und Stuckateur (* 1749)
- 23. September: Richard Parkes Bonington, britischer Maler (* 1802)
- 26. September: Friedrich Karl von Reventlow, Kurator der Universität Kiel (* 1755)
- 29. September: Karl Friedrich von Holtzendorff, preußischer General (* 1764)
- 03. Oktober: Kan Chazan, japanischer Dichter (* 1748)
- 05. Oktober: Thomas B. Robertson, US-amerikanischer Politiker (* 1775)
- 13. Oktober: Christian Gottlob Biener, deutscher Jurist (* 1748)
- 13. Oktober: Vincenzo Monti, italienischer Schriftsteller (* 1754)
- 16. Oktober: Johann Wilhelm Bartsch, deutscher Pädagoge, Universalgelehrter und Gutsbesitzer (* 1750)
- 16. Oktober: Johann Adolf Engels, deutscher Unternehmer (* 1767)
- 18. Oktober: Konrad Engelbert Oelsner, deutscher politischer Publizist (* 1764)
- 22. Oktober: Karl Mack von Leiberich, österreichischer General (* 1752)
- 25. Oktober: Christoph Wilhelm Friedrich Penzenkuffer, deutscher Geistlicher, Pädagoge und Sprachforscher (* 1768)
- 26. Oktober: Albrecht Daniel Thaer, Polywissenschaftler, gilt als Begründer der Agrarwissenschaft (* 1752)
- 28. Oktober: Wilhelm Karl Lebrecht von Korckwitz, preußischer Beamter und Gutsherr (* 1765)
- 02. November: Thomas Pinckney, US-amerikanischer Soldat, Politiker und Diplomat (* 1750)
- 03. November: Jean Joseph Paul Augustin Dessoles, Marquis und französischer General (* 1767)
- 05. November: Sophie Dorothee von Württemberg, Zarin von Russland (* 1759)
- 08. November: Thomas Bewick, englischer Grafiker und Holzschneider (* 1753)
- 08. November: Salomon Oppenheim junior, deutscher Bankier (* 1772)
- 10. November: Christian Krohg, norwegischer Jurist und Politiker (* 1777)
- 15. November: Maria Amalie Auguste, Pfalzgräfin von Zweibrücken-Birkenfeld-Bischweiler, Königin von Sachsen und Herzogin von Warschau (* 1752)
- 18. November: Ludwig Hofacker, evangelischer Theologe (* 1798)
- 18. November: Friedrich Christian Gottlieb Perlet, deutscher Pädagoge und Philologe (* 1767)

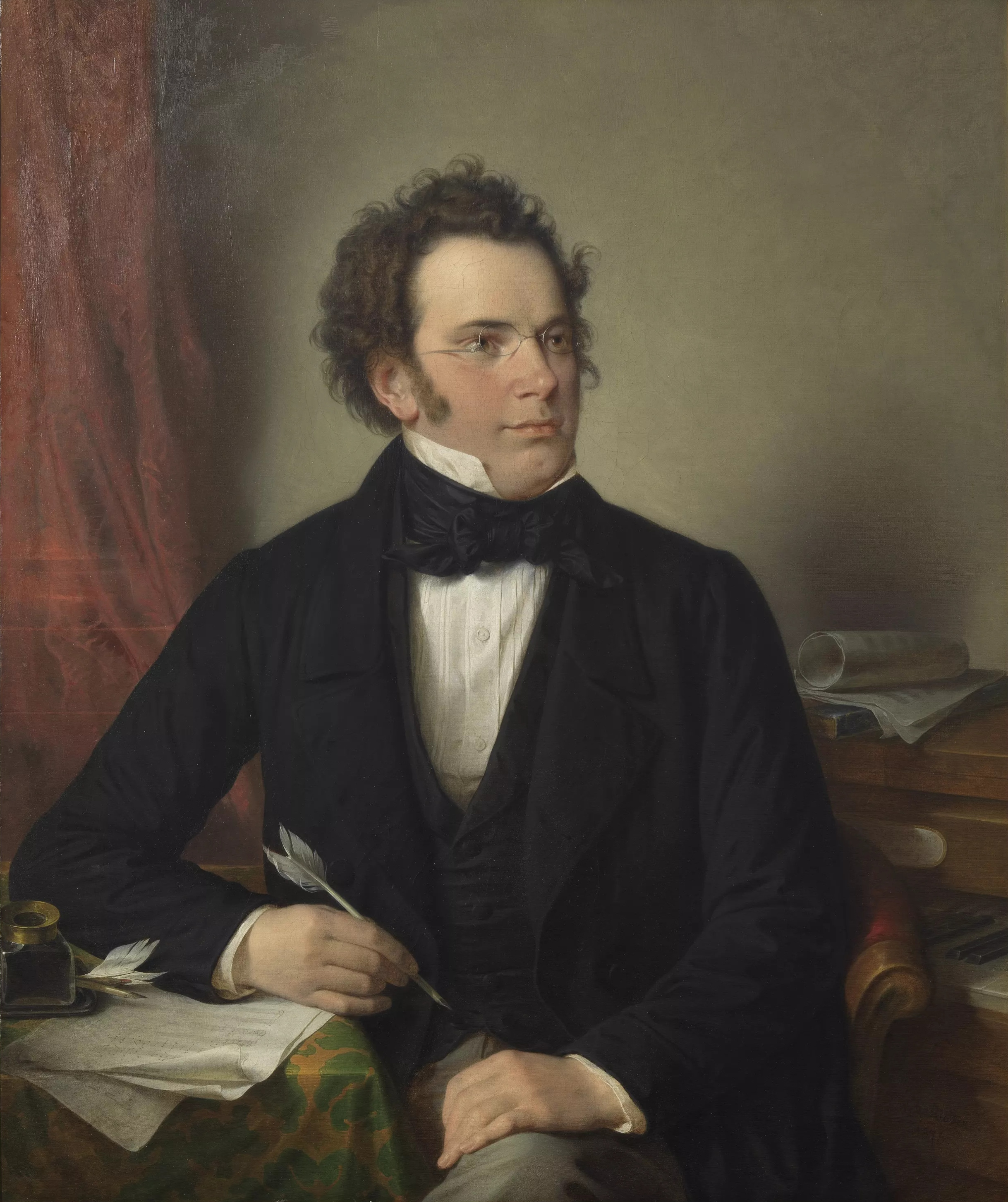
Franz Schubert, 1875

- 19. November: Franz Schubert, österreichischer Komponist (* 1797)
- 21. November: Bernhard Joseph Docen, deutscher Literaturwissenschaftler, Bibliothekar und Schriftsteller (* 1782)
- 22. November: Carl Ludolf Bernhard von Arnim, preußischer Regierungspräsident (* 1753)
- 22. November: George Izard, US-amerikanischer Politiker (* 1776)
- 02. Dezember: Alois Hildwein, österreichischer Architekt des Biedermeier (* 1789)
- 03. Dezember: Deocar Schmid, deutscher Geistlicher und Missionar (* 1791)
- 04. Dezember: Robert Banks Jenkinson, britischer Staatsmann und Premierminister (* 1770)
- 06. Dezember: Timoteo Maria Ascensi, italienischer Bischof (* 1759)
- 14. Dezember: Marc Guillaume Alexis Vadier, französischer Revolutionär (* 1736)
- 17. Dezember: William Jackson, US-amerikanischer Jurist (* 1759)
- 20. Dezember: Christian Gottlieb Kühn, deutscher Bildhauer (* 1780)

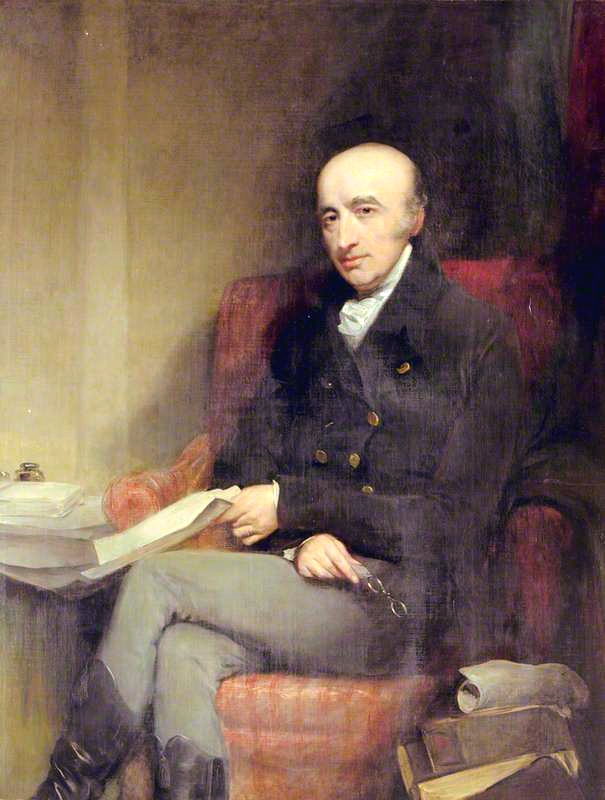
William Hyde Wollaston

- 22. Dezember: William Hyde Wollaston, englischer Arzt, Physiker und Chemiker (* 1766)
- 23. Dezember: François-Étienne Damas, französischer General (* 1764)
- 30. Dezember: Waldemar Thrane, norwegischer Komponist, Violinist und Dirigent (* 1790)

### Genaues Todesdatum unbekannt
- Nikolaus Ferdinand Auberlen, württembergischer Musiker und Komponist (* 1755)